# Авеланш-да-Рибейра
Авеланш-да-Рибейра (порт. Avelãs da Ribeira)  —  район (фрегезия) в Португалии,  входит в округ Гуарда. Является составной частью муниципалитета  Гуарда. По старому административному делению входил в провинцию Бейра-Алта. Входит в экономико-статистический  субрегион Бейра-Интериор-Норте, который входит в Центральный регион. Население составляет 215 человек на 2001 год. Занимает площадь 10,22 км².